# جون إم. تيسون
جون إم. تيسون (بالإنجليزية: John M. Tyson) هو قاضي ومحامي أمريكي، ولد في 14 يوليو 1953.